# Internazionali d'Italia 2001
Gli Internazionali d'Italia 2001 sono stati un torneo di tennis giocato sulla terra rossa. È stata la 58ª edizione del torneo, che fa parte della categoria ATP Masters Series nell'ambito dell'ATP Tour 2001, e della Tier I nell'ambito del WTA Tour 2001. Sia che il torneo maschile che quello femminile si sono giocati al Foro Italico di Roma in Italia.

## Campioni

### Singolare maschile
Juan Carlos Ferrero ha battuto in finale  Gustavo Kuerten con il punteggio di 3–6, 6–1, 2–6, 6–4, 6–2

### Singolare femminile
Jelena Dokić ha battuto in finale  Amélie Mauresmo con il punteggio di 7–6, 6–1

### Doppio maschile
Wayne Ferreira /  Evgenij Kafel'nikov hanno battuto in finale  Daniel Nestor /  Sandon Stolle con il punteggio di 6–4, 7–6

### Doppio femminile
Cara Black /  Elena Lichovceva hanno battuto in finale  Paola Suárez /  Patricia Tarabini con il punteggio di 6–1, 6–1